# Гатино Олимпикс
«Гатино Олимпикс» (англ. Gatineau Olympiques, фр. Olympiques de Gatineau) — юниорская команда по хоккею с шайбой, базирующаяся в Гатино, провинция Квебек, Канада. Выступает в Главной юниорской хоккейной лиге Квебека (QMJHL), одной из трёх лиг, составляющих Канадскую хоккейную лигу (CHL). Начиная с сезона 2021–22, «Олимпикс» проводят домашние игры в «Центр Слаш Паппи». Команда семь раз участвовала в Мемориальном кубке, выиграв его в 1997 году. 

## Достижения
- Мемориальный кубок (1): 1997;
- Чемпион QMJHL (7): 1986, 1988, 1995, 1997, 2003, 2004, 2008;
- Победитель регулярного сезона (4): 1985–86, 1987–88, 1996–97, 2003–04;